# Баррас, Поль
Виконт Поль Франсуа Жан Николя де Баррас (фр. Paul François Jean Nicolas, vicomte de Barras; 30 июня 1755, Фокс-Амфу — 29 января 1829, Шайо) — деятель Великой французской революции, один из лидеров термидорианского переворота, директор всех составов Директории и фактический её руководитель в 1795—1799 годах.

## Биография
Родился в старинной дворянской семье из Прованса (где якобы существовала поговорка: «знатные, как Баррасы, столь же древние, как скалы Прованса»). В 1771 году в возрасте шестнадцати лет поступил на военную службу в Лангедокский драгунский полк в чине су-лейтенанта, но отличился пороками и распущенностью и за кражу денег у сослуживца был разжалован и уволен. По протекции родственника, занимавшего высокий пост в колониальной администрации, получил назначение в гарнизон Пондишери, по дороге куда попал в кораблекрушение близ Мальдивских островов и с большим трудом добрался до места. 
После сдачи Пондишери англичанам в 1778 году вернулся во Францию, был снова направлен в колонии на кораблях адмирала Сюффрена, в 1781 году присутствовал при морском бою при Порто-Прайя, находясь на борту корабля «Артезьен», а потом служил во французских частях, расквартированных на мысе Доброй Надежды. После заключения Версальского мирного договора в 1783 году, признавшего независимость североамериканских колоний Англии, он, не поладив с тогдашним морским министром маршалом де Кастри, вышел в отставку в чине капитан-лейтенанта и вернулся в Париж. Там он вёл достаточно беспорядочную жизнь, став завсегдатаем игорных домов.
До поры до времени он не проявлял интереса к политике. Известно, что в салоне своей знакомой, оперной певицы Софи Арну, он виделся с Мирабо. При взятии Бастилии в 1789 г. он присутствовал лишь в качестве стороннего зрителя. Тем не менее он уже был членом Якобинского клуба. После он понемногу втянулся в политическую деятельность: был членом высшего национального суда Орлеана, потом, в сентябре 1792 г., департамент Вар его избрал делегатом и комиссаром в Итальянскую армию, которой тогда командовал генерал Ансельм и которая при нём взяла Ниццу, после чего как депутат Вара в декабре того же года он отправился в Национальный Конвент.

### Член Конвента
Примкнул к монтаньярам, хотя в «Мемуарах» утверждал, что не поддерживал ни монтаньяров, ни жирондистов. 16-17 января 1793 года голосовал за смертную казнь короля Людовика XVI. Вместе с Фрероном, ставшим его другом, в апреле 1793 г. был направлен как представитель в миссии Конвента в департаменты Верхние и Нижние Альпы для ускорения вербовки рекрутов, потом, в мае, снова в Итальянскую армию, которой тогда командовал генерал Брюне. В августе сместил генерала Брюне, уличённого в сношениях с врагом.
С июня, после падения жирондистов, Юг Франции был охвачен восстаниями, которые получали поддержку со стороны эмигрантов и интервентов. В качестве представителя Конвента Баррас участвовал в подавлении роялистского мятежа в Тулоне (август-декабрь 1793 г.). Первым отличил молодого капитана Бонапарта, командующего осадной артиллерией, и приблизил к себе; но главную заслугу во взятии Тулона он приписывает генералу Дюгомье, командовавшему штурмом. Принял личное участие в захвате форта Фарон на левом фланге.
Осуществляя репрессии в Тулоне и Марселе (на некоторое время, по их инициативе, получивших названия соответственно «Порт Горы» и «Безымянный город»), Баррас и Фрерон чрезвычайно обогатились. Комитет общественного спасения, до которого дошли жалобы на них, 23 января 1794 года их отозвал. С восторгом принятый в Конвенте, но очень холодно — в Комитете, Баррас попытался воздействовать лично на Робеспьера, но тот не пожелал с ним разговаривать. После этого, образовав группировку, впоследствии известную как термидорианцы, он начал готовить заговор против Робеспьера.
Был активным участником термидорианского переворота (27—28 июля 1794). В Конвенте в начале событий не присутствовал, но в критический момент был назначен комендантом Парижа, командующим его внутренними войсками, привёл колонну силой в четыре тысячи человек на Гревскую площадь и добился перелома событий в пользу Конвента. Лично командовал захватом Ратуши, где укрылись Робеспьер и его сторонники, и их арестом. Вскоре после переворота вошёл в состав Комитета общественной безопасности.
Когда в октябре 1795 года роялисты устроили в Париже мятеж, Баррасу (вновь назначенному командующим вооружёнными силами Парижа) было поручено его подавить. Для этого он привлёк ряд знакомых генералов, в том числе Брюна и Бонапарта. Последнего он сделал своим адъютантом, а после успешного завершения событий добился в Конвенте его назначения своим заместителем.

### Директория
Когда в соответствии с Конституцией III года Республики 27 октября 1795 года правительством Франции стала Директория, Баррас вошёл в её состав, став её фактическим главой. Баррас был единственным, кто участвовал в Директории непрерывно всё время её существования. Ему удалось сохранить свой пост и после переворота 18 фрюктидора V года (4 сентября 1797 г.), в котором он принял активное участие, став членом Второй директории, и после переворота 30 прериаля VII года (18 июня 1799 года), когда он вошёл в состав Третьей.
Образ жизни Барраса считался развращённым и воспринимался как признак коррумпированности Директории в целом. Один из его коллег, Карно, характеризовал его как «покровителя порочной знати и хвастунов», другой, Ларевельер-Лепо, называл человеком «без веры и нравственности <…> в политике, без характера и решимости <…> обладающим всеми вкусами пышного, щедрого, великолепного и расточительного князя». Талейран считал, что даже для Франции коррупция администрации Барраса была чрезмерной.
Окружил себя известными женщинами своего времени. Одной из них была Тереза Кабаррюс, жена его соратника по Термидорианскому перевороту Тальена. Она практически играла роль его супруги и устраивала приемы. (В молодости Баррас женился на безвестной барышне, но оставил её в Провансе.) Другая его любовница, — Жозефина, вдова генерала Богарне —  в 1796 году вышла замуж за протеже Барраса, генерала Бонапарта.

### Уход из политики
После Переворота 18 брюмера (9—10 ноября 1799 г.) Баррас сначала ожидал, что первый консул призовёт его к власти, но тот счёл его слишком скомпрометированным, чтобы иметь с ним дело. Баррас был отстранён от участия в политической жизни; его отослали сначала в его замок Гробуа, потом в Бельгию, оттуда в Прованс, а в 1810 году ему было окончательно запрещено жить во Франции.
Вынужденный поселиться в Риме, он оставался там вплоть до первого отречения Наполеона. При Реставрации ему, несмотря на репутацию «цареубийцы», разрешили вернуться во Францию. Там он писал мемуары и 29 января 1829 года скончался в Шайо, предместье Парижа.

## В культуре
Баррас действует в романе Марка Алданова «Девятое термидора» (1925). Он стал персонажем ряда художественных фильмов:
- «Наполеон, эпопея Наполеона[итал.]» (немой, Италия, 1914) — актёр Витторио Теттони
- «Наполеон» (немой, Франция, 1927) — актёр Макс Максудян[фр.]
- «Королевский развод[англ.]» (Великобритания, 1938) — актёр Джордж Курзон[англ.]
- «Памела[фр.]» (Франция, 1945) — актёр Фернан Гравей[фр.]
- «Господство террора». (США, 1949) — актёр Ричард Харт
- «Наполеон[итал.]» (Италия, 1951) — актёр Лорис Джиззи[итал.]
- «Дезире: любовь императора Франции[англ.]» (США, 1954) — актёр Давид Леонард
- «Наполеон: путь к вершине» (Франция, Италия, 1955) — актёр Пьер Брассёр
- «Доктор Кто» (эпизод «Господство террора», Великобритания 1964) — актёр Джон Лоу
- «Осенняя кампания 1799 года» (телеспектакль, СССР, 1986) — актёр Владимир Сошальский
- «Наполеон» (США, 2023) — Тахар Рахим.